# 리오 고든

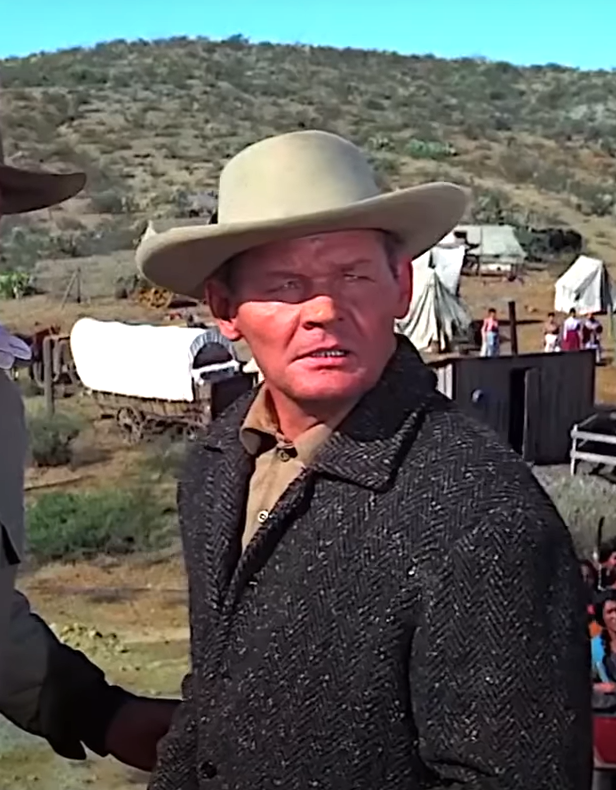

리오 고든(영어: Leo Gordon, 1922년 12월 2일 ~ 2000년 12월 26일)은 미국의 배우, 각본가이다.
브루클린에서 태어났으며 로스앤젤레스에서 사망하였다. 할리우드 포에버 공동묘지에 매장되었다.

## 영화
- 매버릭 (1994년)
- 몹 보스 (1990년)
- 에이리어네이터 (1989년)
- 빅 탑 피-위 (1988년)
- 가비지 페일 키즈 무비 (1987년)
- 와이즈가이 (1987년)
- 세비지 돈 (1985년)
- 전쟁의 폭풍 (1983년)
- 보그 (1983년)
- 해저드 마을의 듀크 가족 (1979년)
- 히틀러의 아들 (1978년)
- 내쉬빌 걸 (1976년)
- 무숙자 (1973년)
- 제12순찰대 (1968년)
- 벅스킨 (1968년)
- 토브럭 (1967년)
- 지옥에 빠진 천사 (1967년)
- 발렌타인 데이의 대학살 (1967년)
- 독재자를 쏘다 (1965년)
- 태양의 왕 (1963년) - 후낙 실 역
- 맥린턱 (1963년)
- 유령 출몰지 (1963년)
- 테러 (1963년)
- 런던 타워 (1962년)
- 침입자 (1962년)
- 타잔 - 조크 마호니 편 1 (1962년)
- 추격 (1959년)
- 보난자 (1959년)
- 거대 거머리의 습격 (1959년)
- 말벌 여자 (1959년)
- 핫 카 걸 (1958년)
- 크라이 베이비 킬러 (1958년)
- 서부의 파라딘 (1957년)
- 바디 페이스 넬슨 (1957년)
- 매버릭 - TV 시리즈 (1957년)
- 그레이트 데이 인 더 모닝 (1956년)
- 나는 비밀을 알고 있다 (1956년)
- 징기스칸 (1956년)
- 딜론 보안관 (1955년)
- 샤이안 (1955년)
- 내일없는 우정 (1955년)
- 디즈니랜드 (1954년) - 아웃로우 #2 역
- 용감한 린티 (1954년)
- 라이오트 인 셀 블락 11 (1954년)
- 한없는 추적 (1953년)
- 차이나 벤처 (1953년)
- 형제는 용감했다 (1953년)
- 혼도 (1953년)